# Greenidea parthenocissi
Greenidea parthenocissi är en insektsart. Greenidea parthenocissi ingår i släktet Greenidea och familjen långrörsbladlöss. Inga underarter finns listade i Catalogue of Life.